# Alexandru Boiciuc
Alexandru Boiciuc (født 21. august 1997) er en moldovisk fodboldspiller, som spiller for Vejle Boldklub. 

## Karriere

### Vejle Boldklub
Boiciuc kom til Vejle Boldklub i januar 2018 og blev købt  som udviklingsspiller, men indgik direkte i klubbens A-trup, i forbindelse med at klubbens brasilianske udviklingsspiller Erick Farias ønskede at få sin kontrakt ophævet. Boiciuc fik en kontrakt der løb til 30. juni 2020. Han debuterede den 16. marts 2018 i hjemmekampen mod Skive, der sluttede 0-0.

## International karriere
Den 26. februar 2018 debuterede Boiciuc for Moldovas A-landshold, da han fik 70. minutter på banen i en kamp mod Saudi Arabien.